# Dasyhelea stackelbergi
Dasyhelea stackelbergi är en tvåvingeart som beskrevs av Remm 1993. Dasyhelea stackelbergi ingår i släktet Dasyhelea och familjen svidknott. Inga underarter finns listade i Catalogue of Life.